# Oskars Ķibermanis
Oskars Ķibermanis (Valmiera, 4 april 1993) is een Lets bobsleeër. Hij vertegenwoordigde zijn vaderland op de Olympische Winterspelen 2014 in Sotsji.

## Carrière
Op 12 januari 2013 maakte Ķibermanis zijn wereldbekerdebuut in Königssee in de tweemansbob. Samen met Raivis Zirups eindigde hij 26e.
In Sankt Moritz nam hij deel aan de wereldkampioenschappen bobsleeën 2013. Op dit toernooi eindigde hij in de viermansbob samen met Jānis Strenga, Uģis Žaļims en Raivis Broks op de 16e plaats. Samen met Raivis Zirups eindigde hij 18e in de tweemansbob.
In 2014 nam Ķibermanis deel aan de Olympische winterspelen in Sotsji. Samen met Vairis Leiboms eindigde hij 16e in de tweemansbob. Aan de zijde van Raivis Broks, Helvijs Lūsis en Vairis Leiboms eindigde hij 14e in de viermansbob.

## Resultaten

### Olympische Jeugdwinterspelen
| Jaar | Plaats    | Resultaten     | Bemanning |
| ---- | --------- | -------------- | --------- |
| 2012 | Innsbruck | 4e Tweemansbob | Kamms     |

### Olympische Winterspelen
| Jaar | Plaats | Resultaten                      | Bemanning                     |
| ---- | ------ | ------------------------------- | ----------------------------- |
| 2014 | Sotsji | 16e Tweemansbob 14e Viermansbob | Leiboms Broks, Lūsis, Leiboms |

### Wereldkampioenschappen
| Jaar | Plaats       | Resultaten                      | Bemanning                     |
| ---- | ------------ | ------------------------------- | ----------------------------- |
| 2013 | Sankt Moritz | 18e Tweemansbob 16e Viermansbob | Zirups Žaļims, Broks, Strenga |

### Wereldbeker
Eindklasseringen
| Seizoen   | Algm | 2-mans | 4-mans |
| --------- | ---- | ------ | ------ |
| 2012/2013 | 29e  | 37e    | 25e    |
| 2013/2014 | 14e  | 15e    | 14e    |